# Хельфготт, Харальд
Харальд Андрес Хельфготт (исп. Harald Andrés Helfgott Seier; род. 25 ноября 1977, Лима, Перу) — американский математик перуанского происхождения. В 2013 году решил тернарную проблему Гольдбаха.

## Биография
Родился в Лиме в 1977 году. Уже в детстве проявил незаурядные математические способности, дважды выступал на международных математических олимпиадах. В 1993 году родители иммигрировали в США. Степень бакалавра он получил 1998 году в Брандейском университете, а степень доктора философии, под руководством Хенрика Иванеца и Питера Сарнака в 2003 году в Принстонском университете.
В 2003—2006 годах — в постдокторантуре в Йельском университете и в Монреальском университете; в 2006—2010 годах работал в Бристольском университете. С 2010 года является исследователем CNRSа (Centre National de la Recherche Scientifique) в парижской Высшей нормальной школе.
В 2008 году был награждён премией Филиппа Леверхульма, в 2010 году — премией Уайтхеда, в 2011 году — премией Адамса.
В 2013 году опубликовал две статьи, в которых изложил доказательство тернарной проблемы Гольдбаха. В августе 2013 года Университет Сан-Маркос в Лиме присвоил ему звание почётного профессора.

## Семья
Родители — математики, профессора Государственного университета Восточного Теннеси Эдит Сейер Зуньига и Мишель (Михел) Хельфготт Лернер, чья семья эмигрировала в Лиму (Перу) из бессарабского местечка Новоселица (ныне Черновицкая область Украины). Его дядя — видный перуанский учёный в области физиологии растений Саломон Хельфготт Лернер, профессор и декан факультета агрономии Государственного сельскохозяйственного университета La Molina. Хельфготт также правнук Сифредо Суньиги (Sifredo Zuñiga Quintos), местного активиста в области образования в северном Перу.